# Feleti Teo
Feleti Penitala Teo OBE (9 de octubre de 1962) es un político y abogado tuvaluano. Fue elegido para el Parlamento de Tuvalu en las elecciones generales de Tuvalu de 2024, con su papel anterior como director ejecutivo de la Comisión de Pesca del Pacífico Occidental y Central (WCPFC).
Feleti Teo fue nombrado primer ministro el 26 de febrero de 2024, después de ser elegido sin oposición por el parlamento. 
Es hijo de Sir Fiatau Penitala Teo, que fue nombrado como el primer Gobernador General de Tuvalu (1978-1986) después de la independencia de Reino Unido.
En diciembre de 2014, en la 11a sesión ordinaria de la WCPFC en Apia, Samoa, fue nombrado director ejecutivo de la Comisión de Pesca del Pacífico Occidental y Central (WCPFC), y continuó en ese cargo hasta diciembre de 2022. Fue Secretario General interino del Foro de las Islas del Pacífico en 2008 y también se ha desempeñado como Fiscal General de Tuvalu (1991-2000) y director general de la Agencia de Pesca del Foro (2000-2006).
Feleti Teo recibió su Licenciatura en Derecho de la Universidad de Canterbury en Christchurch, Nueva Zelanda, y una Maestría en Derecho Público de la Universidad Nacional Australiana en Canberra, Australia. En 1986, se convirtió en el primer tuvaluano en calificar como abogado al ser admitido como abogado del Tribunal Superior de Nueva Zelanda.